# Heritiera fomes
Espèce
Statut de conservation UICN

 EN A2cde : En danger
Heritiera fomes est une espèce de plantes dicotylédones de la famille des Malvaceae.

## Description
Cette plante est un arbre sempervirent, de taille moyenne, pouvant atteindre une hauteur de 15 à 25 m. C'est l'espèce dominante des mangroves de la région des Sundarbans du Bangladesh et de l'Inde, représentant environ 70 % des arbres de cette zone.
Heritiera fomes a été classée comme espèce menacée par l'Union internationale pour la conservation de la nature (UICN). 